# Grand Prix Wolber
De Grand Prix Wolber was een Franse wielerwedstrijd voor beroepsrenners, die gesponsord werd door het gelijknamige fietsmerk. De eerste editie werd gehouden op 8 oktober 1922 tussen Parijs en Soissons. De eerste prijs was 15.000 francs. Het jaar nadien werd de wedstrijd verlengd en ging van Parijs naar Soissons en terug, met aankomst op de wielerbaan van het Parc des Princes na meer dan 360 kilometer. De winnende tijd van Masson was toen 13 uur 36 min. 35 sec.
Op de GP Wolber werden enkel de eerste drie renners van de voornaamste wedstrijden in Frankrijk, Italië, België en Zwitserland uitgenodigd. De wedstrijd werd beschouwd als een officieus wereldkampioenschap voor beroepsrenners; het eerste officiële wereldkampioenschap voor profs zou pas in 1927 plaatsvinden. In dat jaar werd de GP Wolber betwist onder de vorm van een ploegenwedstrijd. De komst van het wereldkampioenschap betekende ook dat de GP Wolber sterk aan belang verloor, en ze werd voor het laatst in de originele formule gehouden in 1931. Later werd de GP Wolber nog gehouden als een korte rittenkoers voor Franse renners. Maurice Archambaud won die in 1932, Paul Chocque in 1933 en René Vietto in 1934.

## Uitslagen
| Jaar | Winnaar | Tweede | Derde |
| 1922 | Heiri Suter | Félix Sellier | Jean Hillarion |
| 1923 | Émile Masson | Henri Pélissier | Jean Rossius |
| 1924 | Costante Girardengo | Henri Pélissier | Félix Sellier |
| 1925 | Heiri Suter | Romain Bellenger | Adelin Benoit |
| 1926 | Francis Pélissier | Kastor Notter | Ferdinand Le Drogo |
| 1927 | "Alleluia" Pierre Magne, Antonin Magne, Marius Gallottini, Julien Moineau, André Devauchelle, André Canet, Arsène Alancourt | "Alleluia" Pierre Magne, Antonin Magne, Marius Gallottini, Julien Moineau, André Devauchelle, André Canet, Arsène Alancourt | "Alleluia" Pierre Magne, Antonin Magne, Marius Gallottini, Julien Moineau, André Devauchelle, André Canet, Arsène Alancourt |
| 1928 | Julien Vervaecke | Nicolas Frantz | Denis Verschueren |
| 1929 | Alfred Hamerlinck | Jules Merviel | Hector Martin |
| 1930 | Georges Ronsse | Joseph Demuysere | Victor Fontan |
| 1931 | Romain Gijssels | Alfred Hamerlinck | Georges Ronsse |
| 1932 | Niet verreden | Niet verreden | Niet verreden |
| 1933 | Paul Chocque | Amédée Fournier | Eugène Le Goff |